# Juan Camilo Angulo
Juan Camilo Angulo Villegas (Florida, 26 settembre 1988) è un calciatore colombiano, difensore del Deportivo Cali.

## Palmarès

### Club

#### Competizioni nazionali
- Campionato colombiano: 2

América de Cali: 2008-II
Deportivo Cali: 2021-II
- Categoría Primera B: 1

América de Cali: 2016
- Súper Liga: 1

Deportes Tolima: 2022